# Jan Tarnowski (zm. 1432/1433)
Jan Tarnowski, także Jan z Tarnowa herbu Leliwa (ur. 1367, Tarnów, zm. w 1432/1433) – wojewoda krakowski w latach 1410–1432, dziekan kapituły krakowskiej w latach 1398–1406.

## Życiorys
Syn Jana z Tarnowa i Katarzyny.
Był dziedzicem Tarnowa i Wielowsi. Walczył w bitwie pod Grunwaldem w 1410. Podpisał pokój toruński 1411 roku. Był sygnatariuszem aktu unii horodelskiej 1413 roku.
Był obecny przy wystawieniu przez Władysława II Jagiełłę przywileju czerwińskiego w 1422 roku. Był sygnatariuszem pokoju mełneńskiego 1422 roku. Był obecny przy wystawieniu przez Władysława II Jagiełłę przywileju jedlneńskiego w 1430 roku.
Żonaty z Elżbietą ze Šternberka, miał z nią sześcioro dzieci, w tym pięciu synów:
- Jan Amor Maior Tarnowski (zwany także Starszym) – zginął w bitwie pod Warną (1444)
- Jan Gratus Tarnowski – zginął w bitwie pod Warną (1444)
- Jan Felix Tarnowski – wojewoda lubelski
- Jan Amor Iunior Tarnowski –  m.in. wojewoda krakowski i sandomierski
- Jan Rafał Nieustąp – kanonik krakowski, łęczycki i przemyski, zm. po 1480